# Enrico Giusti
Pour les articles homonymes, voir Giusti (patronyme).
Enrico Giusti, né le 28 octobre 1940 à Priverno (Latium) et mort le 26 mars 2024 à Florence (Toscane), est un mathématicien italien. 
Il est principalement connu pour ses contributions aux domaines du calcul des variations, de la théorie de la régularité des équations aux dérivées partielles, des surfaces minimales et de l'histoire des mathématiques.

## Formation et carrière
Enrico Giusti étudie la physique à l'université de Rome, où il obtient son diplôme (Laurea) en 1963. Il travaille ensuite au centre de recherche nucléaire INFN à Florence. Il se tourne ensuite vers les mathématiques et rejoint le groupe de recherche en analyse très actif à l'époque autour d'Enrico Bombieri à Pise (alors au centre d'une recherche en analyse en plein développement en Italie, où se trouvent également Aldo Andreotti (en), Ennio De Giorgi, Guido Stampacchia).
En 1965, il devient assistant à l'université de Pise. En 1972, il est nommé professeur associé à l'université de L'Aquila et, en 1975, professeur titulaire à l'université de Trieste. En 1978, il va à l'université de Pise et à partir de 1980, il est professeur de mathématiques à l'université de Florence ; il a également enseigné et mené des recherches à l'université nationale australienne de Canberra, à l'université Stanford et à l'université de Californie à Berkeley.
Après sa retraite, il se consacre à la gestion du Giardino di Archimede, un musée entièrement consacré aux mathématiques et à ses applications. Enrico Giusti est également rédacteur en chef de la revue internationale consacrée à l'histoire des mathématiques Bollettino di storia delle scienze matematiche,.

## Travaux
L'un des résultats les plus célèbres d'Enrico Giusti est celui obtenu avec Enrico Bombieri et Ennio De Giorgi, concernant la minimalité des cônes de Simons, et permettant d'infirmer la validité du théorème de Bernstein en dimension supérieure à 8. Le travail sur les surfaces minimales a été mentionné dans la citation de la médaille Fields finalement décernée à Bombieri en 1974.
Enrico Giusti a un intérêt soutenu pour l'histoire des mathématiques, par exemple les mathématiques de Pierre de Fermat. Il est directeur du Giardino di Archimede (Jardin d'Archimède), un musée consacré aux mathématiques à Florence, en Italie.

## Prix et distinctions
Enrico Giusti reçoit le prix Caccioppoli de l'Union mathématique italienne en 1978. En 2003, il est lauréat du Prix mathématique de l'Académie italienne des sciences.

## Publications (sélection)
- (en) « Minimal cones and the Bernstein problem » (avec E. Bombieri et E. De Giorgi), Inventiones Mathematicae 7 (1969) 243–268
- (en) « Harnack's inequality for elliptic differential equations on minimal surfaces » (avec E. Bombieri), Inventiones Mathematicae 15 (1972), 24–46
- (en) Enrico Giusti, Minimal surfaces and functions of bounded variation, vol. 10, Canberra, Department of Pure Mathematics, Australian National University, 1977, XI+185 (ISBN 0-7081-1294-3, MR 0638362, zbMATH 0402.49033).
- (en) Enrico Giusti, Minimal surfaces and functions of bounded variations, vol. 80, Bâle-Boston-Stuttgart, Birkhäuser Verlag, 1984, XII+240 (ISBN 978-0-8176-3153-6, DOI 10.1007/978-1-4684-9486-0, MR 775682, zbMATH 0545.49018, lire en ligne).
- (en) « On the equation of surfaces of prescribed mean curvature. Existence and uniqueness without boundary conditions », Inventiones Mathematicae 46 (1978), 111–137
- (en) « On the regularity of the minima of variational integrals » (avec Mariano Giaquinta), Acta Mathematica 148 (1982), 31–46
- (en) « Differentiability of minima of nondifferentiable functionals » (avec M. Giaquinta), Inventiones Mathematicae 72 (1983), 285–298
- (en) « On the regularity of the minima of variational integrals » (avec M. Giaquinta), Annali della Scuola Normale Superiore di Pisa Classe di Scienze (Serie 4) 11 (1984), 45–55
- (en) « The singular set of the minima of certain quadratic functionals » (avec M. Giaquinta), Annali della Scuola Normale Superiore di Pisa Classe di Scienze (Serie 4) 11 (1984), 45–55
- (it) Enrico Giusti, Metodi diretti nel calcolo delle variazioni, Bologne, Unione Matematica Italiana, 1994, VI+422 (MR 1707291, zbMATH 0942.49002), traduit en anglais sous le titre (en) Enrico Giusti, Direct Methods in the Calculus of Variations, River Edge (New Jersey)–Londres–Singapour, World Scientific Publishing, 2003, viii+403 (ISBN 981-238-043-4, DOI 10.1142/9789812795557, MR 1962933, zbMATH 1028.49001, lire en ligne).
- (it) Enrico Giusti, Metodi diretti nel calcolo delle variazioni, Bologne, Unione Matematica Italiana, 1994, VI+422 (MR 1707291, zbMATH 0942.49002).
- Giusti, Enrico, Les méthodes des maxima et minima de Fermat. Ann. Fac. Sci. Mathématiques toulousaines. (6) 18 (2009), Fascicule spécial, 59–85.
- Enrico Giusti et Franco Conti, Scuola Normale Superiore, Au-delà du compas : La géométrie des courbes, 2000, 91 p. (ISBN 88-8263-015-3).
- (it) Leonardo Bigolli Pisani vulgo Fibonacci, Liber Abbaci (éd. Enrico Giusti, Paolo d’Alessandro), Florence, Olschki (Biblioteca di « nuncius », 79), 2020,  (ISBN 978-8-82226-658-3) .